# Нишке џамије
Нишке џамије остаће запамћене као једна од важних карактеристика оријентализације на читавом османском Балкану у средњем и новом веку и заоставштина задужбинара, који су у првом реду подизали верске грађевине и пратеће објекте. У Нишу, као значајном стратешком и управном центру, током османског периода подигнуто је 19 џамија, и биле носилац урбаног развитка. 

## Историја
Најстарија позната џамија у Нишу била је дело султана Мурата I (1359—1389). Султан је наводно направио џамију 777. године по Хиџри (2. јун 1375. — 20. мај 1376). Била је позната по имену Џамија султана Мурата. Према речима Евлије Челебије, била је лепа и саграђена у старом стилу.
Током османске владавине у Нишу је постојало 19 џамија.
Прва џамија која је саграђена је Бали-бегова из раног 16. века. Према записима, у тврђави, постајало је још 9 џамија.
Једни путници кроз српске крајеве у 16. веку су забележили да су у Нишу видели 7 џамија., док су други видели 5
Евлија Челебија око 1660. године бележи три џамије: Гази-Кудавендигијарову, Ислам-Ефендијеву и Хасан-Кеткудову џамију.
Изглед града на Нишави почетком 18. века, а непосредно пре изградње данашњег утврђења (1719–1723), са пет џамија у хисару (тврђави) и две варошке џамије, доноси „Италијански план Ниша“, израђен од стране аустријског официра за снимање градова, Дриша, који је био у пратњи посланика Хуга Вирмонта.
У бакрорезу из 1737. године, направљеном у част аустријског заузимања Ниша, спомиње се да град има пет џамија. Аустријски цар је, ради прослављења бескрвног заузимања Ниша, наредио да се у славу Бога једна џамија претвори у цркву.
Средином 19. века у граду је било 11 џамија. Енглески путник Едмунд Спенсер, путујући кроз Европску Турску 1850. године, наводи да у Нишу постоји 11 џамија.
У новоосвојеним областима из рата 1876-78, порушене су бројне џамије и текије.
Кад је Ниш ослобођен 1878. године од Турака, постојало је 13 џамија:
1. Пашина џамија на Тргу краља Милана,
2. Дефердар џамија на месту Јеронимове зграде, на почетку Јеронимове улице,
3. Шарена (или фукара) џамија на месту апотеке „Ћеле кула“ на Синђелићевом тргу,
4. џамија на Арнаут пазару (сада Трг краља Александра),
5. Мошеја (без минарета) на улазу у Казанџијско сокаче,
6. џамија на Лесковачкој капији иза „Уреда“,
7. џамија у Мухаџирском насељу на улазу у Кованлук,
8. Бајрак џамија у Али-беговом чифлику на северозападној периферији Ниша,
9. Фехтија џамија на Светониколском брегу, на чијим је рушевинама изграђена црква Светог Николе;

У Тврђави су се налазиле 3 џамије:
1. Хамаз-бегова или Нишка џамија, смештена у четврти Балија Једренце, недалеко од Београдске капије, са леве стране главне градске улице (која се поклапа са данашњом главном тврђавском стазом, на почетку успона)
2. Једрењанина Бали-бега џамија (реконструисана 1976/77 године) без минарета, налази се и данас у Тврђави. Уз ову џамију Митхад-паша изградио је и библиотеку која је радила до 1877.
3. Трећа џамија о којој се данас ништа не зна, а налазила се на најузвишенијем делу Тврђаве.

Број џамија је 1879. године смањен са петнаест на данашње три џамије тј. уништено је 12 од 15 џамија.
Британски конзул Бејкер у Нишу забележио је да су џамије или биле коришћене за војску или јавне намене, или да су уништене.
У 19. веку, под српском влашћу, у Нишу су наместо уклоњених џамија, минарета и кривудавих сокака свуда ницали импозантни тргови и праве улице.

## Нишке џамије данас
Данас се у Нишу налазе три џамије од којих само једна служи у верске сврхе (Ислам-агина џамија), једна је пред потпуном девастацијом Хасан-бегова џамија, а трећа је претворена у уметничку галерију (Бали-бегова џамија).
Ово је списак данас постојећих џамија:
- Бали-бегова џамија, најстарија очувана џамија,
- Ислам-агина џамија, саграђена непосредно пред ослобођење Ниша и
- Хасан-бегова џамија, оштећена у Другом светском рату

- Ислам-агина
- Бали-бегова
- Хасан-бегова